# 김가진
김가진(金嘉鎭, 1846년 음력 1월 29일 ~ 1922년 7월 4일)은 조선 말기의 문신이며 귀족이다. 3.1 운동 이전에는 애국계몽 운동가로 독립협회에 참가하였고, 1908년 대한협회 회장으로 한일합방을 주장하는 일진회와 맞서 싸웠다. 그러나 1910년 강제병합이 이루어지자 두문불출하고 많은 서예 작품을 남겼다. 1919년 3.1 만세운동이 일어나자 오랜 칩거를 그만두고 조선민족대동단 총재를 맡아 일제에 대항하였다. 11월에 74세 노구로 대한민국임시정부를 향해 중국 상해로 망명하였다. 그 뒤 아들(김의한), 며느리(정정화), 손자(김자동)까지 3대가 독립운동에 헌신하였다.
자는 덕경(德卿), 호는 동농(東農), 본관은 신 안동. 병자호란때 강화성에서 순절한 문충공 선원 김상용의 11대손으로 이조참판 수북 김광현의 직계후손이며 예조판서 김응균의 아들이다.
판사대신 주일공사(駐日公使)를 역임하고 갑오개혁때 군국기무처회의원(軍國機務處會議員)이 되어 내정개혁에 참여했다. 독립협회 창설에 참여했고, 대한협회회장으로 한일합방을 주장하는 일진회와 대립했다. 일제강점후 조선귀족령에 의해 남작작위가 주어졌다.
1919년 의친왕 망명기도사건에 가담하였고, 자신 역시 탈출, 대한민국임시정부에 참여하였다. 아호가 동농이므로 동농 김가진으로 부른다.

## 생애
1877년 규장각 검서관 (奎章閣檢書官)으로 관직을 시작한다.
1883년 인천항 통리교섭통상사무아문(統理交涉通商事務衙門: 외교업무 관장)이 신설되어 유길준과 함께 주사로 임명되었다.
1884년 갑신정변 이후, 고종(高宗)과 명성황후(明成皇后)의 면전에서, 러시아를 끌어들여 청나라를 배격, 조선의 자주독립쟁취를 역설했다고
이홍장(李鴻章)이 기록했다(《李文忠公全集·海军函稿》卷二，第5页) 이후 1885년 내무부 주사(內務府 主事)에 임명되었다.

갑신정변이후 적서 차별이 철폐되자 1886년 늦은 나이에 정시문과(庭試文科) 병과(丙科)로 급제, 홍문관수찬 (弘文館修撰)이 된다.
동년 7월, 청나라를 밀어내려 러시아와 밀약을 추진하다가 노출되었는데, 청나라의 총리교섭통상대신 (總理交涉通商大臣) 원세개(袁世凱)가 소인(小人)이라고 불렀다(《李文忠公全集·海军函稿》卷二，第5页). 원세개의 압력으로 전라도 남원에 유배되었으나 러시아 공사 베베르의 항의와 고종의 명령으로 8일 만에 석방, 10월 홍문관부수찬으로 복직되었다.
같은 달 주진종사관(駐津從事官)으로 임명, 중국 천진에 파견되었으며, 1887년 5월, 주차일본공사관참찬관(駐箚日本公使館參贊官)으로 주일판리대신(駐日辦理大臣) 민영준을 따라 일본 동경으로 간다.
그해 10월, 민영준이 귀국하고 김가진이 뒤를 이어 정3품 판사대신 주일공사(駐日公使)가 된다.
당시 조선외교관은 현지 중국대사관에 출두, 자신의 임명을 보고해야 했는데, 김가진은 이를 굴욕으로 여겨 거부하기도 한다.
(《清季中日韩关系史料》第5卷，第2474页，《黎大臣来函》（附件一），《北洋大臣致总署函》，光绪十四年四月三十日)
4년간 동경(東京)에 주재했고, 1891년 귀국, 안동부사(安東府使)를 지내고 1893년 우부승지(右副承旨)에 임명되었다.
1894년 청일전쟁에서 일본이 청나라를 제압하고, 조선은 갑오경장(甲午更張)을 단행한다.
이때 김가진은 협판교섭통상사무 (協辦交涉通商事務)로 발탁되며 조선정치무대의 중심에 진입한다.
군국기무처회의원(軍國機務處會議員)이 되어 내정개혁에 참여했고, 김홍집 내각 정식출범시 김가진은 외부협판(外部協辦)에 임명된다.

1895년 농상공부대신을 역임하고 상무회의소 발족, 1896년 1월 건양협회(建陽協會) 창립에 가담하였고 1896년 7월, 독립협회(獨立協會)의 창설에 참여하며 위원으로 선임된다.
독립문(獨立門)과 독립공원을 조성하는데 기여하였고, 만민공동회(萬民共同會)에 가담했다.
독립문 현판석의 ‘독립문’ 글씨를 한자와 한글로 썼다.

1897년 황해도관찰사에 임명됐고, 1902년 언문학교를 설립. 한글교육에 나서다 다시 농상공부대신에 임명되고, 9월에는 법부대신으로 선임되며, 이때 창덕궁 후원인 비원장(祕苑長)을 겸임, 오세창(吳世昌)과 함께 비원을 중수한다.
1905년 민영환등과 함께 을사조약체결에 격렬히 반대하지만 실패하자, 1906년 충남관찰사로 자진 좌천한다. 1908년, 규장각 제학을 마지막으로 조정에서 퇴장한다.

1908년 6월, 대한협회(大韓協會) 회장에 취임, 대한민보를 발행등으로 국가주권 회수에 나섰으며, 한일합방을 주장하는 일진회(一進會와 대립했다.
1910년 일제가 우리나라를 강점한 뒤 조선귀족령에 의해 남작(男爵) 작위가 주어졌다.

1919년 3·1운동 직후, 전협(全協), 최익환(崔益煥) 등은 제2의 독립만세시위를 계획, 비밀조직 대동단(大同團)을 결성하며, 김가진이 총재로 추대되었다. 10월, 김가진과 그의 아들 김의한(金毅漢)은 대한민국임시정부가 있는 중국 상하이로 망명을 결행하며, 김가진은 임시정부 및 김좌진 장군의 북로군정서의 고문이 되었다. 이후 대동단은 의친왕 이강(李堈)을 상하이로 망명시키려고 시도하였으나 망명 도중 중국 안동 (현재의 단동)에서 일제에 발각되어 무산되고 말았다. 1920년 3월에는 총재 명의로 포고문·통고문을 배포했으며, 대동단의 박용만(朴容萬)·나창헌(羅昌憲)·손영직(孫永稷)·고광원(高光元) 등과 공동명의로 갹금권고문(醵金勸告文)을 발표하였다. 조선총독부는 그를 회유하고자 상하이에 밀정을 보냈으나 거절당했다.

1922년 7월 4일 77세를 일기로 상하이에서 순국했다. 임시정부가 주관, 성대한 장례가 치러졌다. 한학에 정통했고 서예로도 유명하다. 미불(米芾)체와 동기창(董其昌)체에 능했다.

## 사후
그러나 수작 등의 이유로, 국가보훈처는 독립유공자 서훈을 보류했다. 김가진의 아들 김의한과 며느리 정정화는 각각 독립장과 애족장을 서훈받은 독립운동가들이다.
2001년 서울특별시 종로구 체부동에 김가진집 터 표석이 설치되었다.

## 가계
- 고조부 : 김도순(金道淳), 영천군수, 동지중추부사
- 고조모 : 달성(達城) 서씨(徐氏)
  - 증조부 : 김세근(金世根), 부평부사, 증이조참의
  - 증조모 : 성주(星州) 이씨(李氏)
    - 종조부 : 김병익(金炳翼, 1765년 ~ 1815년), 생원
    - 조부 : 김병성(金炳星),[2] 증이조판서
    - 종조부 : 김병두(金炳斗, 1775년 ~ ?), 생원
      - 부 : 김응균(金應均, 1801년 ~ 1875년), 문과 급제, 예조판서, 증의정부참정, 시호 효헌(孝憲)
      - 모 : 대구(大丘, 달성) 서씨(徐氏, 1801년 ~ 1883년), 정부인(貞夫人) 서유호(徐有皓, 1778년 ~ 1850년)의 따님[3]
        - 형 : 김화진(金華鎭, 1838년 ~ 1860년), 요절[4]

      - 친모 : 함안(咸安) 박씨(朴氏, )1809년 4월 13일 ~ 1853년 7월 6일), 박재주(朴載周)의 따님[5]
        - 친형 : 김영진(金永鎭, 1836년 ~ 1896년), 1858년 무과 급제, 평안병사
        - 본인 : 김가진(金嘉鎭), 문과급제, 법부대신[6]
        - 아내 : 남양(南陽) 홍씨(洪氏), 홍재철(洪在喆, 1799년 ~ ?)의 따님
        - 아내 : 부안(扶安) 임씨(林氏)
        - 아내 : 경주(慶州) 최씨(崔氏)[7]
          - 아들 : 김중한(金重漢, 1880년 ~ 1939년), 보명의숙(普明義塾) 교사[8]
          - 아들 : 김정한(金正漢, 1887년 ~ 1911년), 참봉

        - 아내 : 전주(全州) 이씨(李氏, 1872년 ~ 1951년?)[9]
          - 아들 : 김의한(金毅漢, 1900년 ~ 1951년), 건국훈장 독립장 추서
          - 자부 : 정정화(鄭靖和, 1900년 ~ 1991년), 건국훈장 애족장 추서
            - 손자 : 김자동(金滋東, 1928년 ~ 2022년), 대한민국임시정부기념사업회 회장

          - 아들 : 김용한(金勇漢, 1903년 ~ 1927년)
            - 손자 : 김석동

          - 아들 : 김각한(金珏漢)[10]
            - 손자 : 김세동

          - 아들 : 김철한(金喆漢)
          - 딸 : 김정원
          - 딸 : 김영원